# بانچ
بانچ (به لهستانی:  Bącz) یک روستا در لهستان است که در گمینا کارتوزه واقع شده‌است. بانچ ۲۶۸ نفر جمعیت دارد.